# Cratere Beals
Beals è un cratere da impatto lunare di 52,61 km situato nella parte nord-orientale della faccia visibile della Luna. Si trova sul bordo sud-occidentale del cratere Riemann, con la grande pianura del cratere Gauss a ovest.
Questa formazione craterica è solo leggermente usurata, senza impatti significativi all'interno del suo perimetro. La parete interna è più stretta lungo la parte nord-nordest, dove il cratere si intromette nel Riemann, e il bordo è alquanto irregolare all'estremità meridionale. Il pavimento interno presenta solo alcune creste minori situate vicino al centro.
Beals era precedentemente designato come "Riemann A", finché l'Unione Astronomica Internazionale non lo ribattezzò nel 1982 per commemorare Carlyle S. Beals, un astronomo canadese. Prima ancora che fosse designato come "Riemann A", questo cratere era conosciuto come "Cratere 110"".